# Parker (stylo)
Pour les articles homonymes, voir Parker.
Parker est depuis le début du XXe siècle leader sur le marché du stylo et du stylo-plume.

## Histoire
Après l'invention du premier stylo-plume par Waterman en 1884 aux États-Unis, George Parker améliore la technique.
George S. Parker était initialement formateur en télégraphie à Janesville, dans le Wisconsin. C'est en vendant des stylos de la John Holland Gold Pen Company (en) à ses élèves que l'idée lui est venue d'améliorer le système d'alimentation en encre. En effet, à l'époque le débit de l'encre est très irrégulier et les taches nombreuses.

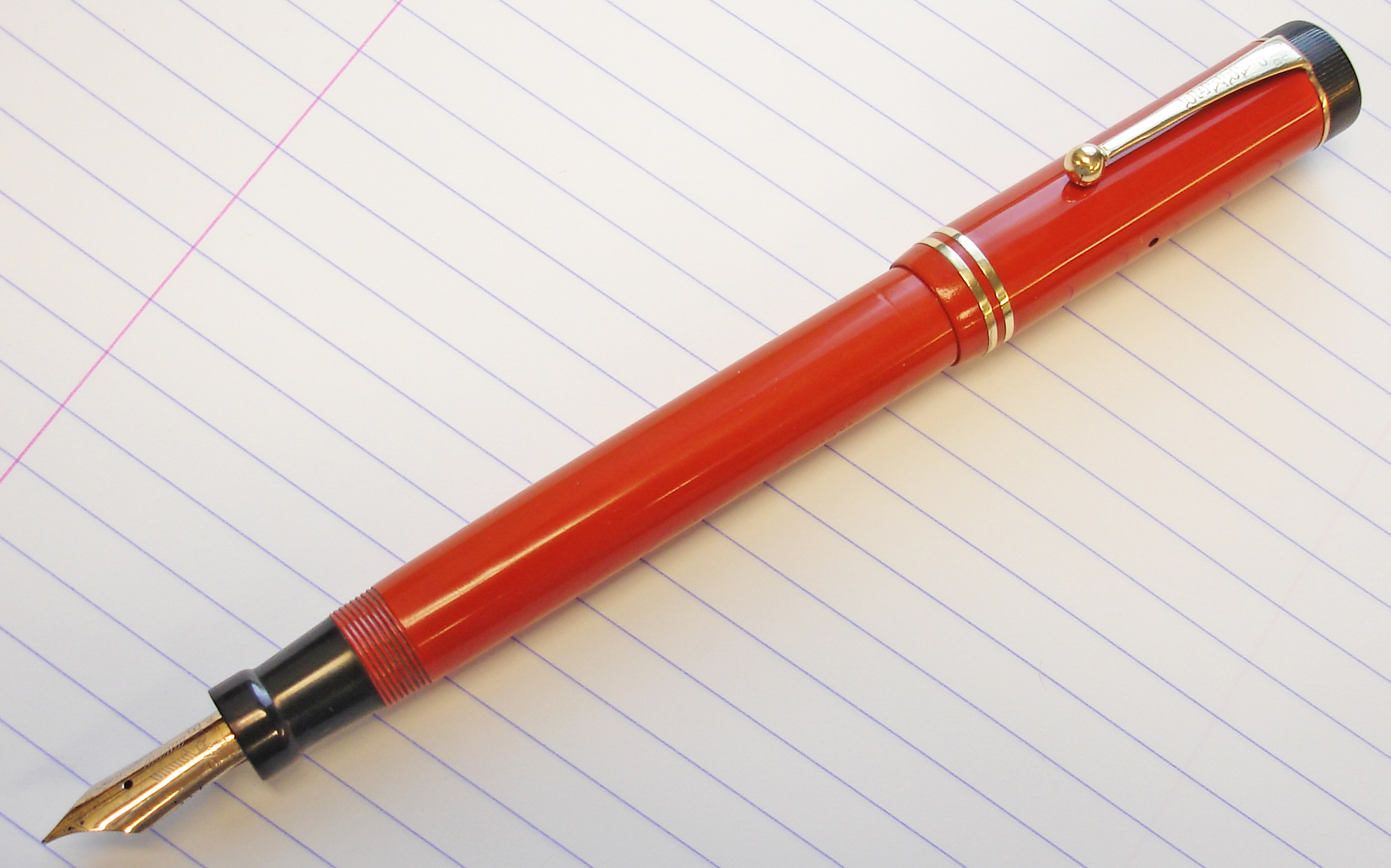
Stylo à plume Duofold de 1928.

Le premier brevet fut déposé en 1889. L'innovation majeure a été la mise au point du conduit Lucky Curve en 1894, dispositif censé réguler le débit d'encre dans le corps du stylo lorsque celui-ci n'est pas utilisé. 
George S. Parker fonde la Parker Pen Company en 1891 à Janesville, où une usine y est construite. 
Des années 1920 aux années 1960, avant le développement du stylo à bille, Parker assure une place importante parmi les fabricants d'instruments d'écriture. En 1921, Parker lance le stylo Duofold, qui étonne par sa taille, sa couleur (orange-rouge), et son prix. Son succès est assuré par une importante campagne publicitaire. Ce stylo est réédité depuis 1988 et constitue le haut de gamme de la marque.
En 1931, l'entreprise introduit l'encre à séchage rapide Quink.
Le Parker 51 (en), stylo conçu par le designer d'inspiration Bauhaus László Moholy-Nagy, est lancé en 1941. Le modèle connaît un succès important pendant la Seconde Guerre mondiale, étant adopté par la plupart des soldats américains écrivant à leurs familles. Près de 20 millions d'unités Parker 51 sont vendues depuis son introduction. En 1969, ses ventes dépassent les 400 millions de dollars.
En 1992, la société Gillette, leader mondial des produits de rasage ainsi que des stylos — avec la marque Waterman —, rachète la holding Parker Pen Holding Ltd. of Britain, qui exploite la marque Parker. En 2000, Newell Rubbermaid Inc. rachète le secteur papeterie de Gillette, y compris les stylos Parker et Waterman,.
En 2009, Newell Rubbermaid annonce la fermeture de son usine de production de stylos Parker à Newhaven, en Angleterre. Depuis 2010, le modèle best-seller Jotter (en) est fabriqué en France, à Saint-Herblain près de Nantes.

## Usage par les présidents américains

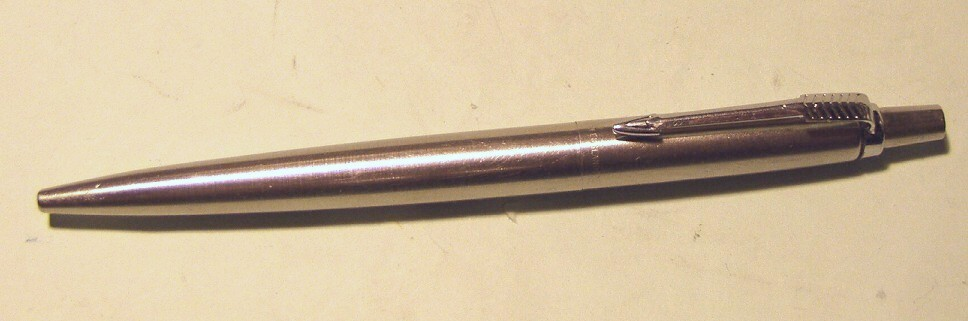
Un Parker Jotter, stylo-bille préféré du président Kennedy.

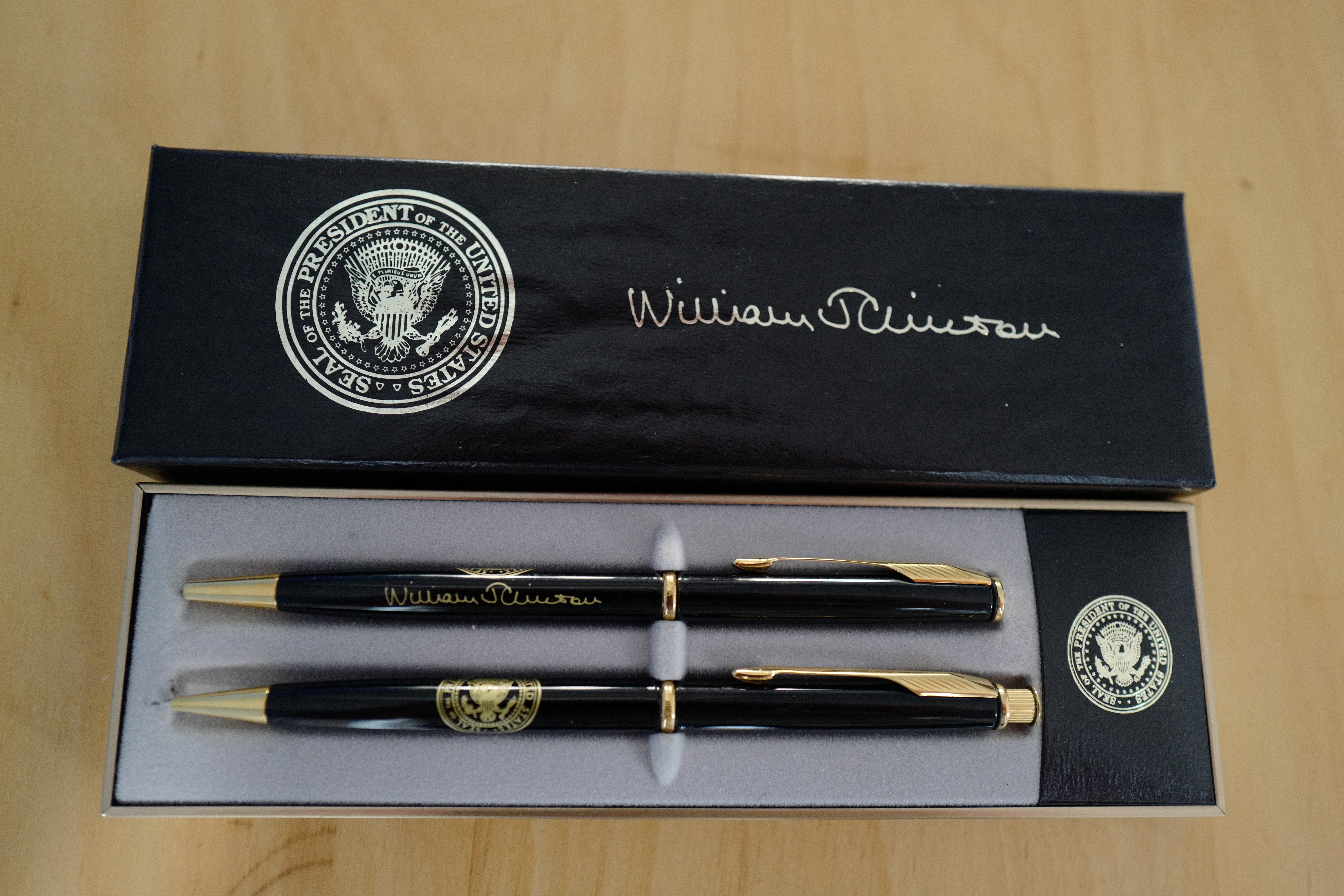
Set de stylos-bille utilisé par Bill Clinton.

Parker a longtemps été la marque de stylo utilisée par les présidents américains. Par exemple, John Fitzgerald Kennedy avait comme stylo-bille préféré le Parker Jotters.
Depuis que Parker n'est plus une compagnie américaine, celui-ci a depuis été remplacé par A. T. Cross Company pour les stylos présidentiels.